# Trésor de Saint-Guy
Le trésor de Saint-Guy, ou Svatovítský poklad en tchèque, est un ensemble d'objets ecclésiastiques conservés dans la chapelle Sainte-Croix du château de Prague, à Prague, en Tchéquie. Entamée par Charles IV au XIVe siècle, cette collection comprend des reliquaires en or et argent incrustés de diamants, d'émeraudes et de rubis renfermant par exemple des fragments de la Vraie Croix. Le trésor comprend également la relique du bras de saint Guy, acquis en 929 par Venceslas Ier de Bohême auprès d'Henri Ier de Saxe.